# Juventí
Juventí (en llatí: Iuventinus) va ser un oficial de l'Imperi Romà d'Orient del segle VI, actiu durant el regnat de l'emperador Justí II (r. 565–578). Possiblement com a dux de Síria, a la tardor del 572, va comandar les tropes estacionades a Calcis de Síria i va acompanyar Marcià en la seva campanya contra l'Imperi Sassànida. En aquella època, va ser enviat al costat de Sergi i Teodor a una invasió de l'Arzanene amb 3 000 soldats amb la missió de saquejar la zona i obtenir botí.

## Referència
1. ↑  Martindale 1992, pàg. 750.